# 黑田明伸
黑田明伸（1958年2月25日—） 是一名日本的歷史學家，目前擔任東京大學東洋文化研究所教授。專門是世界貨幣史、中國經濟史。

## 略歷
出身於北海道札幌市。1980年，畢業於京都大学文學部。1985年，京都大学大学院文学研究科博士後期課程單位取得退學。1987年起擔任大阪教育大學講師，1989年起擔任名古屋大學助教授，1995年從京都大學取得經濟學博士。論文題目為「中華帝國的構造與世界經濟」（「中華帝国の構造と世界経済」）。1997年起，擔任東京大学東洋文化研究所助理教授，2002年起升任同研究所教授。

## 著書
- 『中華帝国の構造と世界経済』名古屋大学出版会、1994年。 - 獲得三得利學藝獎
- 『貨幣システムの世界史 〈非対称性〉をよむ』岩波書店、2003年。/ 増補新版2014年。
  - 『화폐시스템의세계사 ‘비대칭성을읽는다’』 論衡、2005年。 - 韓国語版
  - 『货币制度的世界史-解释非对称性』 中国人民大学出版社、2007年。 - 中国語版

## 外部鏈接
- 東洋文化研究所インタビュー （页面存档备份，存于）
- COMPLEMENTARITY NON-INTEGRABLE AMONG MONIES IN HISTORY: NATURE OF CURRENCY AS VISCOUS, NON-UNIFORM, AND SEPARABLE STREAM （页面存档备份，存于） （2006年）
- Seasonality, paper monies, and peasant economy: Revisiting the International Gold Standard System （页面存档备份，存于） （2011年）
- 'FAMINES of CASH' Locality of Money Ubiquitous through Human History （页面存档备份，存于） （2013年）
- Lecture by Prof. Kuroda Akinobu at the 2nd CCS2013 （页面存档备份，存于） （YouTube動画）